# Југословенски експериментални филм
Југословенски експериментални филм се односи на експерименталну филмску праксу у СФР Југославији која се одвијала у периоду између 1951. и 1991. године. Експериментални југословенски филм је био важна прекретница од доминантног филмског језика епохе предлажући нову и другачију тематику, естетику и парадигме продукције.
Генерално гледано, експериментални филм је дуго времена био одвојен од главних филмских токова и сматран доменом маргиналне филмске теорије и праксе. Такође, питање шта је то експериментални филм као и параметри на основу којих га треба класификовати, било је једно од оних на које је давано много различитих одговора. Експериментални или авангардни филм се јавља под више различитих имена. Тако га је Пол Адамс Ситниј назвао визионарски филм, Џонас Микејс андергроунд/независни филм, док се у југословенској теорији и пракси јавља под именом антифилм у Загребу и алтернативни филм у Београду.

## Поријекло југословенског експерименталног филма
Експериментални филм у бившој Југославији је нашао своју базу у традицији тзв. аматерског филма који се развијао у киноклубовима у свим већим градовима федерације, посебно шездесетих и седамдесетих година прошлог вијека. У складу са социјалистичком доктрином самоуправљања која је била основа социјализма у СФР Југославији, самоуправљање и самоорганизација су били присутни и на пољу културе. Штавише, киноклубови су били дио социјалистичког пројекта ширења културе и технолошких достигнућа на све слојеве друштва, а не само на затворене професионалне кругове. Године 1946. успостављена је посебна институција која је добила име Народна Техника и чији је циљ био организовање, спонзорисање и промовисање различитих аматерских активности. Иако су све оне биле под централном политичком контролом и врло хијерархијски организоване на крају су бивале препуштане саме себи као периферне аматерске организације. У оквиру њих, прве експерименте на пољу филма су радили млади људи, често студенти и љубитељи филма који су на тај начин створили једну важну платформу за експериментисање и преиспитивање конвенционалног филмског језика југословенске кинематографије.
Након Другог свјетског рата, југословенска кинематографија је национализована, а у свакој републици је интензивно рађено на стварању инфрастрктуре за филмску индустрију. У вријеме 1950-их, ратне теме везане за народноолободилачку борбу, односно борба партизана против фашизма, била је најчешћа ако не и једина тема југословенског филма. Званична југословенска политика је привилеговала ову врсту филмског израза, тако да се појавио један јаз између филмског аматеризма и професионализма. Ипак, маргинализација аматеризма у сферу киноклубова, омогућила је већу стваралачку слободу ових реализација.

### Шири политички контекст
Такозвани Титов модел југословенског социјализма, а који је имплементиран након раскида са Стаљином 1948. године, покушавао је да стекне предности од два тада доминантна свјетска система, тако да је промовисао несврстаност у спољашњој политици и нови облик социјалистичке економије на унутрашњем пољу, на бази самоуправљања. У исто вријеме Титово историјско не Стаљину, раздвојило је југословенске умјетничке праксе од социјалистичког реализма и помогло отварању земље за западне културне утицаје, стављајући тако СФР Југославију у позицију између Истока и Запада. Тиме су биле омогућене шире културне и умјетничке слободе и примање утицаја парадигми модернизма. Југословенска кинотека је основана 1949. године у Београду са задатком да се брине и чува југословенске филмове и филмски материјал као и да помаже у ширењу филмске културе и образовања. Године 1951. Кинотека је постала дио Интернационалне федерације филмских архива, и у њој су почели да се приказују филмови западних продукција (холивудски, филмови француског Новог таласа и италијанског неореализма).

### Умјетнички контекст
Из данашњег угла, када се форсира професионализација у свим друштвеним системима, посебно на пољу умјетности, није лако коректно схватити значење појмова аматерски филм и аматеризам, односно какво су значење имали за љубитеље филма који су били активни у киноклубовима широм социјалистичке Југославије шездесетих и седамдесетих година. Већина чланова ових киноклубова су били аматери у смислу изворног латинског значења ријечи аматер а које у преводу означава неку активност или праксу која се ради просто из љубави а не због неке економске или друге потребе. Џонас Микејс је овако дефинисао улогу независног филмског режисера: „Ствараћеш филмове, снимати и славити живот, али нећеш на томе зарађивати новац.“